# Provincia di Chiang Rai
La provincia di Chiang Rai si trova in Thailandia e fa parte del gruppo regionale della Thailandia del Nord. Si estende per 11.678 km² e a tutto il 2021 aveva 1 789 385 abitanti. Il capoluogo è il distretto di Mueang Chiang Rai e la città principale è Chiang Rai.

## Geografia antropica

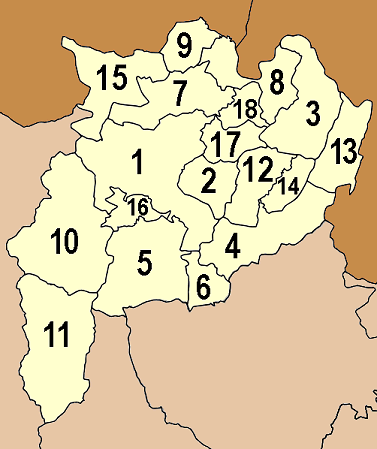
Mappa degli Amphoe

La provincia è suddivisa in 18 distretti (amphoe). Questi a loro volta sono suddivisi in 124 sottodistretti (tambon) e 1510 villaggi (muban).
| 1. Mueang Chiang Rai 2. Wiang Chai 3. Chiang Khong 4. Thoeng 5. Phan 6. Pa Daet 7. Mae Chan 8. Chiang Saen 9. Mae Sai | 1. Mae Suai 2. Wiang Pa Pao 3. Phaya Mengrai 4. Wiang Kaen 5. Khun Tan 6. Mae Fa Luang 7. Mae Lao 8. Wiang Chiang Rung 9. Doi Luang |

### Amministrazioni comunali
A tutto il 2021, il comune di Chiang Rai aveva 77 744 residenti, era l'unico della provincia con lo status di città maggiore (thesaban nakhon) e non vi erano comuni che rientravano tra le città minori (thesaban mueang). Nell'aprile 2020 vi erano inoltre 72 municipalità di sottodistretto (thesaban tambon), mentre le aree che non ricadevano sotto la giurisdizione delle amministrazioni comunali erano governate da un totale di 70 "Organizzazioni per l'amministrazione del sottodistretto" (ongkan borihan suan tambon).